# Міккелін Паллоільят
Міккелін Паллоільят (фін. Mikkelin Palloilijat) — фінський футбольний клуб з Міккелі, заснований у 1929 році. Виступає у лізі Kakkonen. Домашні матчі приймає на стадіоні «Міккелін Урхейлупуісто», місткістю 7 000 глядачів.

## Досягнення
- Чемпіонат Фінляндії
  - Срібний призер (3): 1970, 1972, 1991
  - Бронзовий призер (1): 1990
- Кубок Фінляндії
  - Володар (2): 1970, 1971.

## Участь у єврокубках
| Сезон   | Турнір                 | Раунд   | Клуб             | 1 матч | 2 матч | Результат |
| ------- | ---------------------- | ------- | ---------------- | ------ | ------ | --------- |
| 1971–72 | Кубок володарів кубків | 1 раунд | Ескішехірспор    | 0–0    | 0–4    | 0–4       |
| 1972–73 | Кубок володарів кубків | 1 раунд | Карл Цейс        | 1–6    | 3–2    | 4–8       |
| 1973–74 | Кубок УЄФА             | 1 раунд | Карл Цейс        | 0–3    | 0–3    | 0–6       |
| 1991–92 | Кубок УЄФА             | 1 раунд | Спартак (Москва) | 0–2    | 1–3    | 1–5       |
| 1991–92 | Кубок УЄФА             | 1 раунд | Копенгаген       | 0–5    | 1–5    | 1–10      |